# Dust (film, 1985)
Pour les articles homonymes, voir Dust.
Pour plus de détails, voir Fiche technique et Distribution.
Dust est un film franco-belge réalisé par Marion Hänsel, sorti en 1985.

## Fiche technique
- Titre français : Dust
- Réalisation : Marion Hänsel
- Scénario : Marion Hänsel d'après le roman de J.M. Coetzee
- Photographie : Walther van den Ende
- Musique : Martin St. Pierre
- Production : Jean Daskalidès, Jacques Dubrulle, Marion Hänsel, Jean-François Lepetit et Michèle Tronçon
- Pays d'origine :  France -  Belgique
- Format : Couleurs - Mono
- Genre : Drame
- Durée : 88 minutes
- Date de sortie : 11 septembre 1985 (TIFF)

## Distribution
- Jane Birkin : Magda
- Trevor Howard : Le père
- John Matshikiza : Hendrick
- Nadine Uwampa : Klein Anna
- Lourdes Cristina Boho Sayo[Note 1] : Oud Anna
- René Díaz : Jacob
- Tom Vrebus : Piet

## Distinctions
- Lion d’argent de la meilleure réalisation à la Mostra de Venise.